# Убийство в синьо
„Убийство в синьо“ (на английски: Blue Murder) е австралийски телевизионен филм от 1959 година, заснет от телевизия Ей Би Си.

## Сюжет
Действието в тази криминална драма се развива в Сидни, където по време на снимки е убита една от актрисите.

## В ролите
- Рик Хътън като Рики Лейн- Форест
- Нанси Стюърт като Телма Лейн- Форест
- Дерани Скер като Джанет Гейдж
- Колин Крофт като Филип
- Ричард Дейвис като Лънди

## Рецензии
Според вестник „Сидни Морнинг Хералд“ сюжета на филма е нелогичен, но също така го определя като спретнато конструиран трилър, продуциран много компетентно.